# بول كوخر
بول كوخر (بالإنجليزية: Paul Kocher) هو مهندس أمريكي، ولد في 11 يونيو 1973.